# Grizzly Flats Railroad
| Baldwin-Dampflok Emma Nevada |                                            |                       |                       |
| Ward Kimball bei seiner Grizzly Flats Railroad |                                            |                       |                       |
| Streckenlänge: | Hauptstrecke: 0,152 km Insgesamt: 0,274 km |                       |                       |
| Spurweite: | 914 mm (engl. 3-Fuß-Spur)                  |                       |                       |
| |                                            |                       |                       |
| \| \| 0,000 \| \| \| \| \| \| Wohnhaus \| \| \| \| \| Garage \| \| \| \| \| Bahnhof Grizzly Flats \| \| \| \| 0,152 \| Lokschuppen \| Lokschuppen \| |                                            |                       |                       |
| | 0,000                                      |                       |                       |
| Strecke (außer Betrieb) |                                            | Wohnhaus              | Wohnhaus              |
| Bahnübergang (Strecke außer Betrieb) |                                            | Garage                | Garage                |
| Bahnhof (Strecke außer Betrieb) |                                            | Bahnhof Grizzly Flats | Bahnhof Grizzly Flats |
| | 0,152                                      | Lokschuppen           | Lokschuppen           |

Die Grizzly Flats Railroad (GFRR) war eine Schmalspurbahn des Disney-Animators Ward Kimball hinter seinem Haus in San Gabriel, Kalifornien. Die Eisenbahn hatte insgesamt etwa 274 m lange Gleise mit einer Spurweite von 3 Fuß (914 mm). Sie war die erste Hinterhofeisenbahn in voller Größe und wurde von 1942 bis 2006 betrieben. 

## Geschichte
Im Jahr 1938 erwarb Disney-Trickfilm-Zeichner Ward Kimball, ein lebenslanger Eisenbahnfan, einen Personenwagen von der Carson and Colorado Railway, der 1881 von der Barney and Smith Car Company gebaut worden war. Er wollte in dem Wagen ursprünglich seine Modelleisenbahnsammlung aus seinem Haus in San Gabriel, Kalifornien, unterbringen, jedoch schlug seine Frau Betty vor, dass er auch eine Lokomotive haben solle, um den Wagen zu ziehen. Ein geeignetes Exemplar konnte von der Nevada Central Railroad für 400 Dollar erworben werben, die sie zum Schrottpreis verkaufte. Es war eine 2-6-0 Dampflokomotive der Baldwin Locomotive Works aus dem Jahr 1881. Sie hieß ursprünglich Sidney Dillon, wurde aber von Kimball auf Emma Nevada, nach dem Opernstar der späten 1880er Jahre, umbenannt. Im Laufe mehrerer Jahre arbeiteten Kimball, seine Familie und seine Freunde daran, die Emma Nevada in einen funktionstüchtigen Zustand zu versetzen. Die Eisenbahn wurde im Jahr 1942 in Betrieb genommen.
In den folgenden Jahren fügte Kimball noch einen Güterwagen, einen Viehwagen, eine Caboose und eine zweite Lokomotive hinzu. Die zweite Lokomotive war eine 0-4-2T-Dampflokomotive, die 1907 von den Baldwin Locomotive Works gebaut worden war und ursprünglich auf der Zuckerplantage von Wiamanalo auf Hawaii betrieben wurde. Kimball nannte die Lokomotive nach einer seiner Töchter von Pokaa auf Chloe um. Im Gegensatz zur Emma Nevada, die mit Kohlen befeuert wurde, um Dampf zu erzeugen, wurde Chloe mit Holz beheizt. Kimball stellte einen offenen Wagen mit 4 Sitzbänken aus der Zeit um 1975 und zwei um 1993 gebaute geschlossene Personenwagen her. Kimball fügte der GFRR nach und nach mehrere Gebäude hinzu, darunter einen Rundlokschuppen, einen Wasserturm, eine Windmühle und ein Depotgebäude. Das Depotgebäude stammte von Walt Disney, der es ursprünglich als Set für den 1949 gedrehten Disney-Film So Dear To My Heart verwendet hatte. Kimball starb 2002, aber seine Familie betrieb die GFRR bis 2006 weiter.

## Inspiration für Disneyland
Kimball teilte sein Eisenbahnhobby mit dem Disney-Animator Ollie Johnston, der eine Gartenbahn besaß, und mit Walt Disney. Am 20. Oktober 1945 nahm Disney an einem von Kimballs „Steam-ups“ teil, wobei es sich um Partys auf seinem Anwesen handelte, bei denen die Bahn in Betrieb genommen wurde. Während der Party bekam Disney die Gelegenheit, die Lokomotive Emma Nevada zu fahren. Dies war für ihn das erste Mal, seit er als Teenager auf der Missouri Pacific Railway gearbeitet hatte, dass er in einem Lokführerstand war. Disney beschloss schließlich, seine eigene Hinterhof-Eisenbahn zu bauen, die er Carolwood Pacific Railroad nannte. Seine eigene Gartenbahn und Kimballs Schmalspurbahn inspirierten ihn dazu, die Disneyland Railroad innerhalb des Disneyland-Themenparks in Anaheim, Kalifornien, zu errichten. Das Depotgebäude der Disneyland Railroad  in Frontierland  wurde mit den gleichen Bauplänen wie denen für das Depot der GFRR gebaut.

## Schienenfahrzeuge

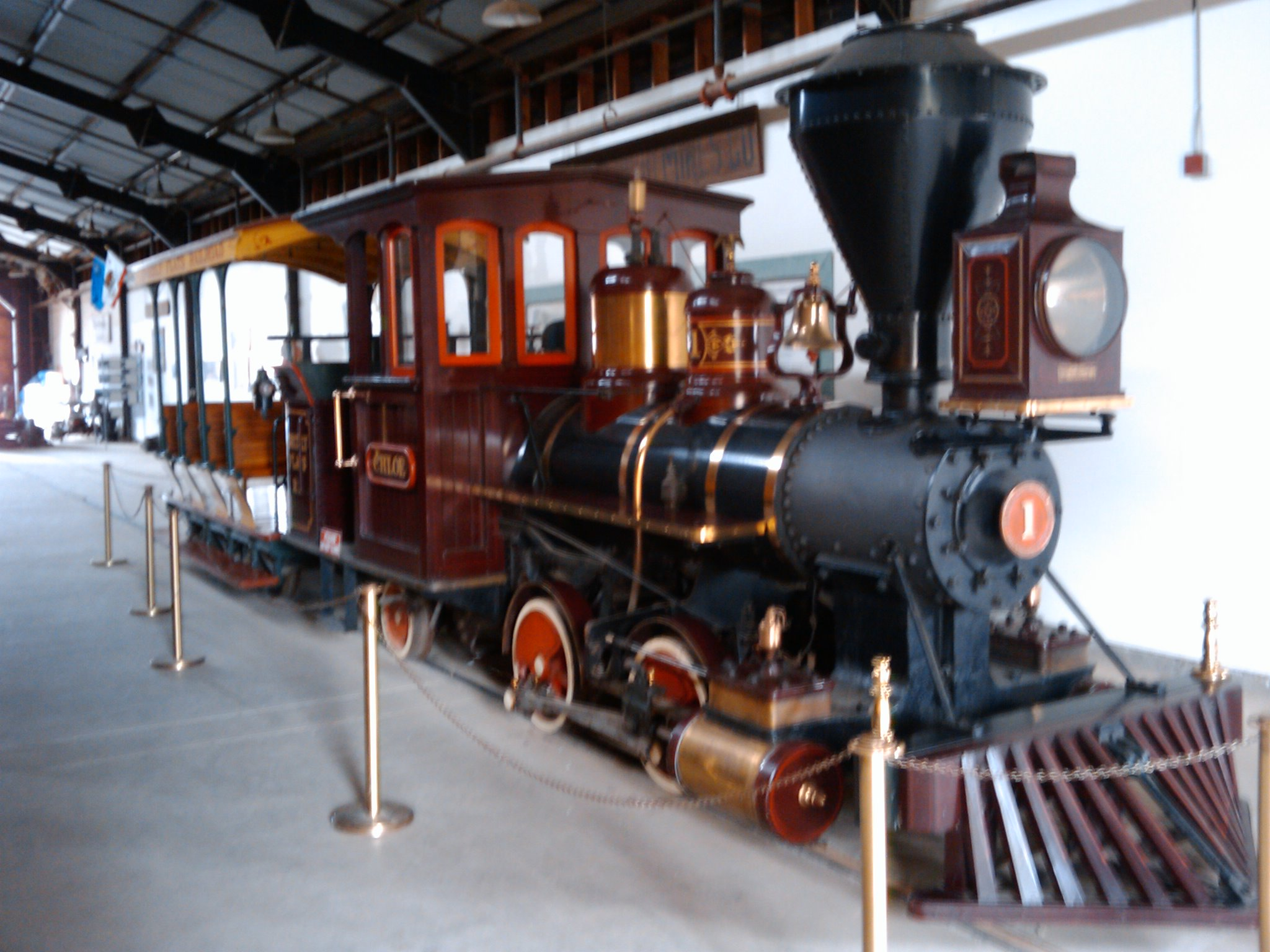
Die Lokomotive Chloe der GFRR im Orange Empire Railroad Museum, 2009

Im Jahr 1992 begann Kimball, die Schienenfahrzeuge des GFRR an das Orange Empire Railway Museum in Perris, Kalifornien, zu spenden. Die letzten auf der GFRR verbliebenen Wagen und die Lokomotive Chloe werden seit 2007 im Museum ausgestellt. Das Depotgebäude und der Wasserturm der GFRR wurden von Pixar-Filmregisseur John Lasseter übernommen, der die Gebäude abbaute und sie bei seiner privaten Justi Creek Railway wiederaufbaute.